# Neorhodesiella atypica
Neorhodesiella atypica är en tvåvingeart som beskrevs av Cherian 2002. Neorhodesiella atypica ingår i släktet Neorhodesiella och familjen fritflugor. Inga underarter finns listade i Catalogue of Life.